# ミカドオオアリ
ミカドオオアリ（学名：Camponotus kiusiuensis）はハチ目・アリ科・ヤマアリ亜科・オオアリ属に分類されるアリの一種である。

## 分布
分布域は北海道、本州、四国、九州、対馬、屋久島と朝鮮半島、台湾である。日本では、ミカドオオアリとツヤミカドオオアリの2種類が知られている。

## 形態
体長は8〜11mm程。女王アリは15mm程度である。
体色は、黒色〜飴色で、やや褐色がかっており、足は褐色である。

## 生態
単女王性。サテライト-コロニーが多いため、女王アリを得られない場合が多い。
夜行性だが、薄暗い林の中では日中でも活動することがある。
巣の平均容積は約 60-150 cm3。地中に営巣するアリと異なり樹木の内部に営巣するため、営巣の際は内部空間がより大きい樹木を選んで行っていると思われる。